# 布舍巴赫河
46°39′29″N 7°28′33″E / 46.65814°N 7.47581°E

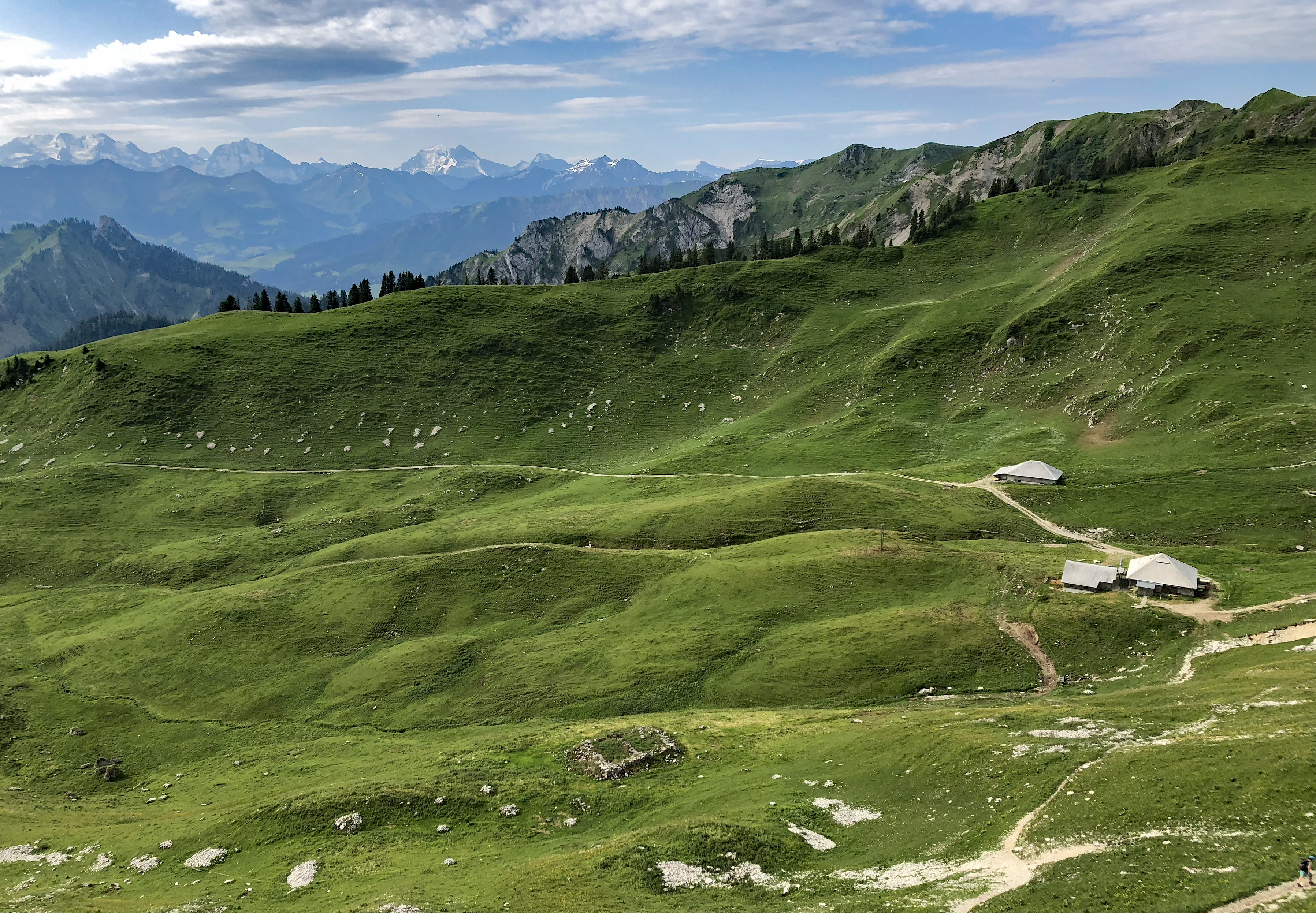

布舍巴赫河是瑞士的河流，位於該國中西部，流經伯恩州，屬於錫默河的左支流，河道全長9.3公里，流域面積28.6平方公里，發源自甘特里施山南坡。